# James Weddell

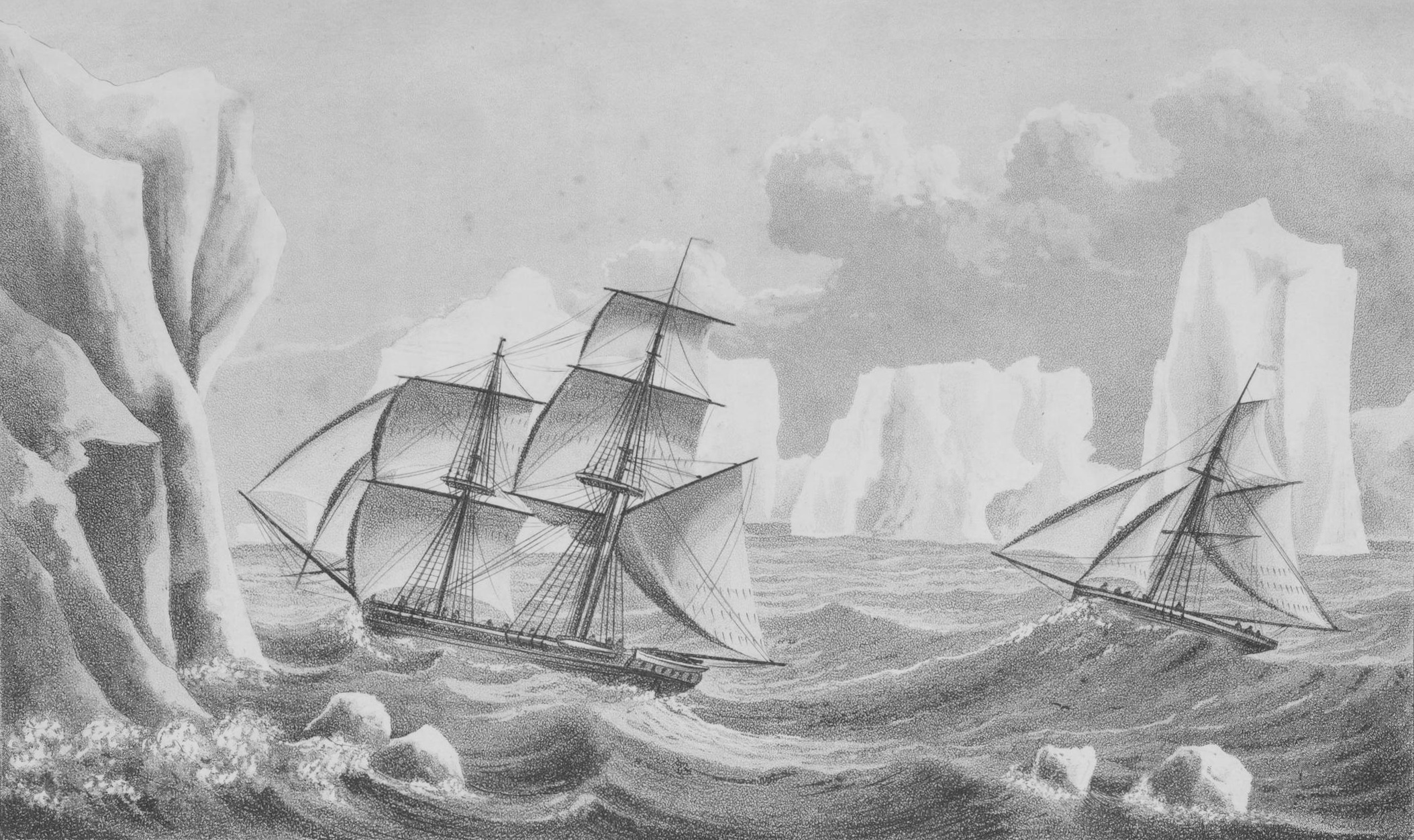
Ilustracja z książki Weddella: statki Jane i Beaufoy biorące udział w jego drugiej wyprawie

James Weddell (ur. 24 sierpnia 1787 w Ostendzie, zm. 9 września 1834 w Londynie) – brytyjski żeglarz, wielorybnik i łowca fok, eksplorator Antarktyki.
Weddell dowodził trzema wyprawami do Antarktyki – kolejno w latach 1819–1821, 1821–1822 i 1822–1824. W związku z jego osiągnięciami jego imieniem nazwano Morze Weddella i gatunek z rodziny fokowatych – weddelkę arktyczną.
Pierwsza wyprawa, odbywana na brygu Jane, poprzez Falklandy dotarła na Szetlandy Południowe. Zakończyła się ona sukcesem, dlatego też na potrzeby drugiej wyprawy zbudowano dodatkowo kuter Beaufoy, a Weddell był w mógł sobie pozwolić na zostanie współwłaścicielem Jane.
Druga wyprawa dotarła do Falklandów, Georgii Południowej i Szetlandów Południowych. Dowódcą Beaufoya był Michael McCleod. Uznaje się, że w trakcie drugiej wyprawy, w lutym 1822, McCleod odkrył Orkady Południowe, a Weddell nadał im nazwę, jednak konkurencyjna wyprawa George’a Powella i Nathaniela Browna Palmera dotarła do tych wysp sześć dni wcześniej.
W trakcie trzeciej wyprawy dowódcą Beaufoya był Matthew Brisbane. Wedell sporządził mapę Szetlandów Południowych, a Brisbane Orkadów Południowych. 20 lutego 1823 oba statki osiągnęły współrzędne geograficzne 74°15′S, tym samym docierając dalej na południe niż rekordowa wyprawa Jamesa Cooka. Odkryty akwen został nazwany Morzem Weddella, aczkolwiek sam Weddell pierwotnie nazwał go Morzem Króla Jerzego IV. Rekord trzeciej wyprawy przetrwał do 1911 roku, gdy został pobity przez wyprawę Wilhelma Filchnera. Przebieg trzeciej wyprawy został opisany w wydanej w 1825 roku pozycji A Voyage Towards the South Pole.